# C/1984 A1 (Bradfield 1)
C/1984 A1 (Bradfield 1) ist ein kurzperiodischer Komet vom Halley-Typ, der im Jahr 1984 nur von der Südhalbkugel beobachtet werden konnte.

## Entdeckung und Beobachtung
Der Komet wurde am Morgen des 8. Januar 1984 (Ortszeit) von William A. Bradfield in Australien mit einem 250-mm-f/5,6-Reflektor entdeckt. Es war seine zwölfte Kometenentdeckung, etwas über drei Jahre nach seiner letzten. Er hatte in diesem Zeitraum insgesamt 384 Stunden nach Kometen gesucht. Bradfield schätzte die Helligkeit des Kometen zu etwa 11 mag.
Zum Zeitpunkt seiner Entdeckung hatte der Komet bereits fast seine größte Annäherung an die Erde erreicht, entfernte sich aber bereits wieder von der Sonne. Er wurde daher nicht mehr heller als bei seiner Entdeckung. Der Komet war nur von der Südhalbkugel zu sehen und die letzte Beobachtung erfolgte Ende Mai am Mt John University Observatory in Neuseeland bei etwa 18 mag.

## Umlaufbahn
Für den Kometen konnte aus 33 Beobachtungsdaten über einen Zeitraum von 142 Tagen eine elliptische Umlaufbahn bestimmt werden, die um rund 52° gegen die Ekliptik geneigt ist. Die Bahn des Kometen verläuft damit schräg gestellt zu den Bahnebenen der Planeten. Im sonnennächsten Punkt der Bahn (Perihel), den der Komet am 27. Dezember 1983 durchlaufen hat, befand er sich mit etwa 203,1 Mio. km Sonnenabstand im Bereich zwischen den Umlaufbahnen von Erde und Mars. Bei seinem Durchlaufen des inneren Sonnensystems kam der Komet keinem der kleinen Planeten besonders nahe. Am 8. November 1983 hatte er den Mars in etwa 125,3 Mio. km Abstand passiert und am 14. Januar 1984 kam er der Erde nicht näher als bis auf etwa 275,0 Mio. km (1,84 AE).
In der Nähe des aufsteigenden Knotens seiner Umlaufbahn bewegte sich der Komet Mitte Oktober 1986 in geringer Nähe zur Bahn des Saturn, und zwar in nur etwa 25,7 Mio. km (0,17 AE) Abstand dazu. Es fand dabei aber keine größere Annäherung an den Saturn statt, da der zu dieser Zeit auf seiner Bahn weit entfernt war.
Mit einem Tisserandparameter von 1,07 und einer Umlaufzeit unter 200 Jahren ist der Komet Bradfield 1 ein typischer Vertreter der Halley-Familie der kurzperiodischen Kometen.
Durch die wenigen Beobachtungsdaten weisen die Bahnelemente, wie sie in der JPL Small-Body Database angegeben sind, relativ große Unsicherheiten auf. Nach diesen Angaben und ohne Berücksichtigung nicht-gravitativer Kräfte auf den Kometen hatte seine Bahn einige Zeit vor der Passage des inneren Sonnensystems noch eine Exzentrizität von etwa 0,9520 und eine Große Halbachse von etwa 28,3 AE, so dass seine Umlaufzeit bei 151 Jahren lag. Der Komet näherte sich der Sonne zum vorletzten Mal in der ersten Jahreshälfte 1833 (Unsicherheit ±1,8 a), dabei blieb er offenbar unentdeckt.
Durch die Anziehungskraft der Planeten, insbesondere durch nahe Vorbeigänge am Saturn am 28. November 1983 in etwa 8 ¾ AE und am Jupiter am 17. Dezember 1985 in etwa 3 ¾ AE Distanz, wurde seine Bahnexzentrizität auf etwa 0,9506 und seine Große Halbachse auf etwa 27,3 AE verringert, so dass sich seine Umlaufzeit auf etwa 143 Jahre verkürzt. Wenn er im Jahr 2055 den sonnenfernsten Punkt (Aphel) seiner Bahn erreicht, wird er etwa 8,0 Mrd. km von der Sonne entfernt sein, über 53-mal so weit wie die Erde und 1 ¾-mal so weit wie Neptun. Seine Bahngeschwindigkeit im Aphel beträgt dann nur 0,90 km/s. Der nächste Periheldurchgang des Kometen wird möglicherweise in der zweiten Jahreshälfte 2126 (Unsicherheit ±1,6 a) stattfinden.